# Heiner-Carow-Preis
Der Heiner-Carow-Preis der DEFA-Stiftung wird seit 2013 im Rahmen der Internationalen Filmfestspiele Berlin verliehen.

## Geschichte des Preises
Die DEFA-Stiftung vergibt den Heiner-Carow-Preis seit 2013 an einen deutschen Spiel-, Dokumentar- oder Essayfilm der Internationalen Filmfestspiele Berlin. Der mit 5.000,- Euro dotierte Preis ist dem Regisseur Heiner Carow (1929–1997) gewidmet. Carow drehte bei der DEFA Filme wie Die Legende von Paul und Paula (1972), Bis daß der Tod euch scheidet (1979) oder Coming Out (1989). Bis 2019 wurde der Preis in der Sektion Panorama vergeben. Mit der neuen Berlinale-Leitung unter Carlo Chatrian und Mariette Rissenbeek wechselte der Preis zur 70. Berlinale im Jahr 2020 in die Sektion Perspektive Deutsches Kino.
Ab 2022 wurde der Preis an ein Talent vergeben, das mit seinen Fähigkeiten im jeweiligen Gewerk (Produktion, Kamera, Szenenbild etc.) einen Dokumentar- oder Spielfilm der Sektion Perspektive Deutsches Kino geprägt hat. 2024 wurde der Schwerpunkt erneut verändert: Künftig wird der Preis sektionsübergreifend an einen ersten oder zweiten deutschen Langfilm aus den Reihen Wettbewerb, Berlinale Special, Encounters, Panorama, Generation, Forum oder Forum Expanded vergeben.
Die Jury des Preises setzt sich aus drei wechselnden Mitgliedern zusammen. Bekannte Jurymitglieder waren unter anderem bereits Karim Aïnouz (2013), Jan Krüger und Peter Welz (beide 2014), Matthias Freihof (2015), Dirk Kummer (2016), Peter Ziesche (2017), Christian Steyer und Helene Hegemann (beide 2018), Pierre Sanoussi-Bliss und Henrika Kull (beide 2019), Annekatrin Hendel (2020), Ute Lubosch und Sandra Kaudelka (beide 2022), Evelyn Schmidt und Cem Kaya (beide 2024) sowie Jide Tom Akinleminu und Annika Pinske (beide 2025).
Die Verleihung des Preises fand bis 2024 im ehemaligen Premierenkino der DEFA im Berliner Kino International statt. Bis dahin wurde der Heiner-Carow-Preis als einzige Preisverleihung der Berlinale barrierefrei – mit Gebärdensprachübersetzung, Schrift-Dolmetschung und Filmvorführung mit Audiodeskription – durchgeführt. Seit 2025 wird der Heiner-Carow-Preis nicht mehr im Rahmen einer eigenen Verleihung, sondern im Zuge der Preisverleihung unabhängiger Jurys der Berlinale zusammen mit anderen Preisen vergeben.

## Preisträger
- 2013: Angela Christlieb mit Naked Opera
- 2014: Johann Feindt und Tamara Trampe mit Meine Mutter, ein Krieg und ich
- 2015: Jörg A. Hoppe, Klaus Maeck und Heiko Lange mit B-Movie: Lust & Sound in West-Berlin 1979–1989
- 2016: Doris Dörrie für Grüße aus Fukushima
- 2017: Annekatrin Hendel für Fünf Sterne
- 2018: Wolfgang Fischer für Styx
- 2019: Annekatrin Hendel für Schönheit & Vergänglichkeit
- 2020: Natalija Yefimkina für Garagenvolk
- 2021: aufgrund der COVID-19-Pandemie keine Vergabe
- 2022: Rafael Starman für Gewalten
- 2023: Fabian Stumm für Knochen und Namen
- 2024: Eva Trobisch für Ivo
- 2025: Philipp Döring für Palliativstation